# محمد محمد علي
محمد بن محمد بن علي السوداني (ولد في 1341هـ 1922م توفي في 1390 هـ 1970 م)، شاعر سوداني ولد في حلفاية الملوك (السودان)، وتوفي فيها. عاش في السودان ومصر.

## السيرة الذاتية
تلقى تعليمه الأولي بين بلدتي حلفاية الملوك ورفاعة، ثم تخرج في معهد أم درمان العلمي عام 1945، التحق بعدها بكلية دار العلوم في جامعة القاهرة التي أحرز شهادتها العالية (الليسانس)، إضافة إلى حصوله على دبلوم معهد التربية، فالماجستير من كلية دار العلوم.
عمل - بعد عودته إلى السودان - صحفيًا (1945 - 1946)، فمدرسًا للغة العربية بمدرسة وادي سيدنا الثانوية، ثم محاضرًا بمعهد المعلمين العالي في أم درمان.
شارك في العديد من الندوات والمؤتمرات في دار العلوم، وفي عام 1959 شارك في مهرجان الشعر الأول بدمشق.

## الإنتاج الشعري
له ديوانان:
- «ألحان وأشجان» - 1960، القاهرة (د.ت) - دار البلد - الخرطوم - 1998 ط2. (ويشتمل على بواكير شعره عام 1936 وحتى عام 1960).
- «وظلال شاردة» - دار التأليف والترجمة والنشر - جامعة الخرطوم 1971، ونشرت له مجلة الرسالة (القاهرية) عددًا من القصائد.[2]

## الأعمال الأخرى
له كتابان هما:
- «من جيل إلى جيل» (1945 - 1946) - وهو مجموعة من المقالات نشرتها له الصحف السودانية في زمانه.
- «محاولات في النقد» (1952 - 1958) - وهو مجموعة من المقالات نشرتها له الصحف السودانية أيضًا.

من أشهره قصائده «خواطر في الزهد» يقول فيها:
سكرت بعزلتي وهجرت راحي—فمن ذاتي غبوقي واصطباحي
وفجر الله أشرق في فؤادي—رخي الضوء براق النواحي
فما للشك ظل في وجودي—وما للغي خطو في سراحي
جمال الله رفرف في حياتي—جمال الله ألمسه براحي
أنا فوق الزمان وفوق نفسي—وفوق الوهم والحق الصراح
صعدت مع الصلاة إلى ذراها—فهنالك عالمي وهناك ساحي
صحبت بخاطري الآباد حتى—فقدت على مجاهلها جناحي
ومازجت الوجود فكل شيء—يناجيني بما يرضي طماحي
بحسبي من حياة الناس نسكي—وأنسي بالطبيعة وارتياحي
نشيد الخلد جلجل في دمائي—وصوت الله أرعد في نواحي